# Q̄
Q̄ (minuscule : q̄), appelé  Q macron, est un graphème utilisé dans l’écriture du volow ou dans la romanisation ISO 233-1 de l’écriture arabe et comme abréviation dans l’écriture manuscrite. Elle est composée de la lettre Q d’un macron.

## Utilisation
En anglais, le q macron est utilisé dans l’écriture manuscrite de prescription médicale comme abréviation du latin quisque, « chaque, chacun »
Richard Lepsius, dans l’édition de 1893 de son Standard Alphabet, utilise le q macron (le q étant usuel à l’époque au lieu du symbole ǃ qu’il propose dans son alphabet) dans un tableau représentant les clics zoulous et décrits par Lewis Grout.
En volow, le q macron représente une consonne occlusive labiovélaire voisée prénasalisée /ᵑᵐg͡bʷ/.
Dans la romanisation ISO 233-1 de l’écriture arabe, ‹ q̄ › translittère le qāf šaddah ‹ قّ ›, le qāf et le šaddah étant translittéré avec le q et avec le macron suscrit.

## Représentations informatiques
Le Q macron peut être représenté par les caractères Unicode suivant :
- décomposé et normalisé NFD (latin de base, diacritiques) :

| formes    | représentations | chaînes de caractères | points de code | descriptions                                 |
| --------- | --------------- | --------------------- | -------------- | -------------------------------------------- |
| majuscule | Q̄               | Q◌̄                    | U+0051 U+0304  | lettre majuscule latine q diacritique macron |
| minuscule | q̄               | q◌̄                    | U+0071 U+0304  | lettre minuscule latine q diacritique macron |